# Маршальк, София Амалия
София Амалия Маршальк (швед. Sophia Amalia Marschalk, также известная как Анна Маршальк (швед. Anna Marschalk)), — датская дворянка и шведская придворная дама. Она являлась фавориткой королевы Швеции Ульрики Элеоноры Датской.
София Амалия Маршальк стала фрейлиной Ульрики Элеоноры в 1678 году и последовала за ней в Швецию после заключения её брака с королём Швеции Карлом XI в 1680 году. Маршальк описывалась как фаворитка и доверенное лицо Ульрики Элеоноры и принадлежала к кругу её близких друзей наряду с духовником королевы Юханом Карлбергом, обер-гофмейстериной Марией Элисабет Стенбок и Анной Марией Клодт. Она также выступала в роли секретаря во многих благотворительных проектах королевы. Маршальк была важной фигурой при дворе из-за своей близости к королеве и возможности предоставить доступ другим, и поэтому за ней очень активно ухаживали просители так, что однажды было отмечено, что к ней было труднее получить доступ, чем к самой королеве: в 1685 году придворная дама и писательница Катарина Валленстедт упоминала, что попасть на приём к Маршальк было труднее, чем к королеве, и когда та наконец согласилась на встречу, она заявила, что это был такой же успех, как если бы сама королева явилась на встречу, и что многие могут позавидовать её удаче.
София Амалия Маршальк приобрела себе хорошую репутацию в Швеции и служила образцом для подражания за свою способность вести беседу и соблюдать все приличия в обществе. После смерти Ульрики Элеоноры в 1693 году она перебралась из Швеции в Германию, где, по слухам, она ушла в евангелический монастырь. Однако позднее она покинула его и обратилась в католичество. Маршальк умерла в Париже.